# Max Grodénchik
Max Grodénchik   (Queens, 12 de novembre de 1952) també conegut com a Michael Grodénchik, és un actor estatunidenc de teatre, cinema i televisió, conegut sobretot pel seu paper com a Rom, un personatge recurrent de la sèrie de televisió Star Trek: Deep Space Nine.

## Biografia
Nascut en una família jueva a la ciutat de Nova York, Grodénchik va treballar al teatre durant la dècada de 1980 com a Michael Grodénchik, on les seves actuacions van rebre molta atenció. De la seva actuació de 1980 a All Night Long de John O'Keefe, la crítica d'art del Sarasota Herald-Tribune Marcia Corbino va escriure que Grodénchik era un actor intrigant que tenia "una cara còmica encantadora i mòbil en la qual les emocions aberrants parpellegen, s'estenen, es retiren, s'allunyen i exploten amb un sol instant".

### Televisió

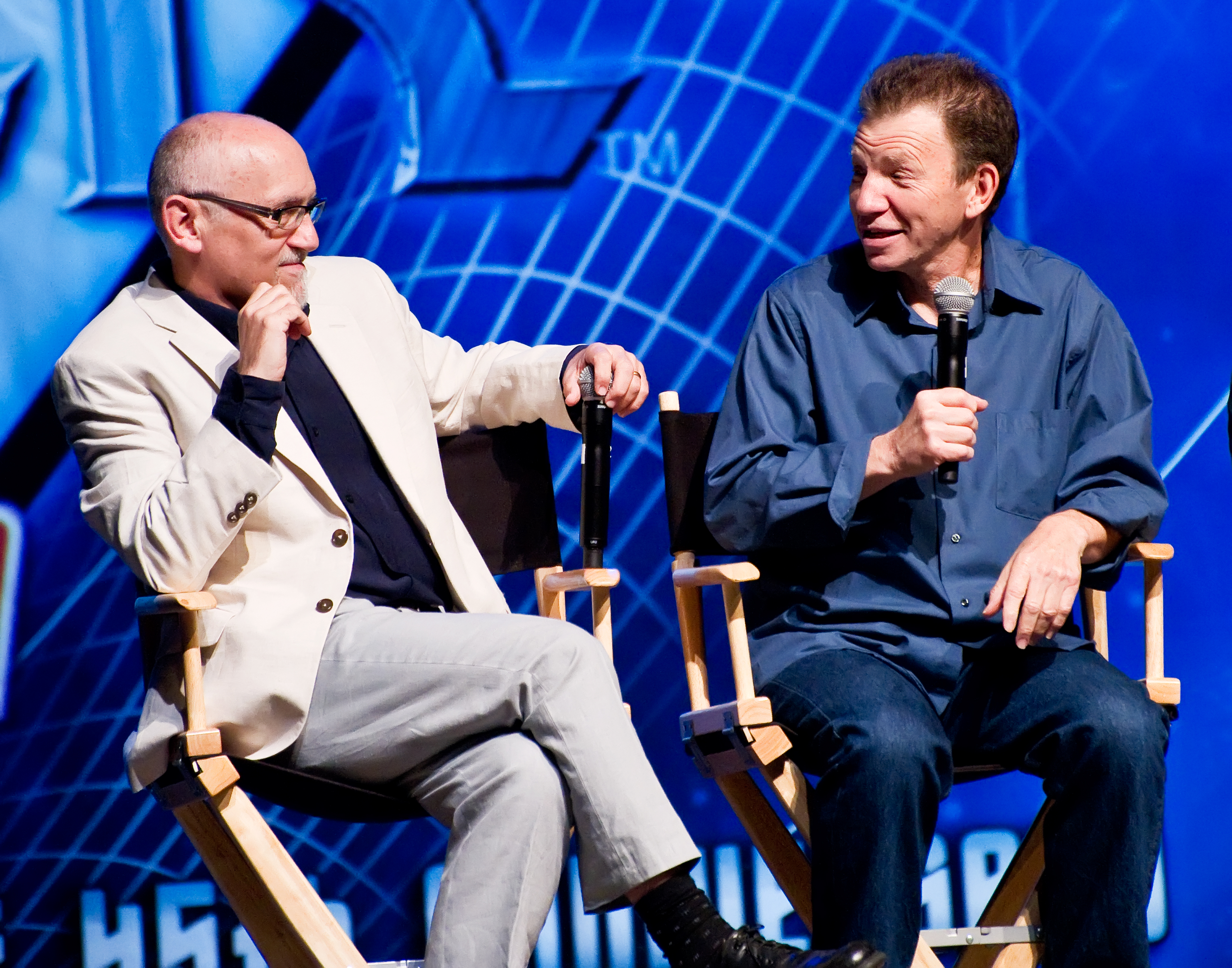
Grodénchik (dreta) amb el coprotagonista de Star Trek: Deep Space Nine Armin Shimerman (esquerra)

Grodénchik és més conegut per la seva interpretació del personatge Rom a Star Trek: Deep Space Nine. Anteriorment havia fet una audició per al paper del germà de Rom Quark, però el paper va ser donat a Armin Shimerman. En canvi, Grodénchik va ser contractat per interpretar el "Pit Boss" encarregat del joc al Quark's Bar a l'episodi pilot, i el seu paper es va anar expandint gradualment a partir d'aquí. Shimerman i Grodénchik van aparèixer en equips oposats al programa de jocs de ciència-ficció britànic de curta durada Space Cadets el 1997.
Grodénchik va jugar a beisbol a l'institut i va considerar una carrera en el beisbol professional abans de decidir convertir-se en actor. A l'episodi de Star Trek: Deep Space Nine "Take Me Out to the Holosuite", el personatge de Grodénchik, Rom, és el jugador més maldestre del seu equip; durant el rodatge de l'episodi, Grodénchik, naturalment dretà, va jugar amb l'esquerrà, ja que era l'única manera que podia jugar malament a beisbol de manera convincent.
Grodénchik va interpretar Sovak i Par Lenor als episodis de Star Trek: La nova generació "Les vacances del capità" i "La parella perfecta", respectivament. És famós per ser un expert en les regles d'adquisició i les pot citar de memòria. Va interpretar Gint, l'escriptor d'aquelles regles i el primer Gran Nagus, en una seqüència de somnis que involucrava Quark.
A la primavera del 2007, Grodénchik va assistir a la cerimònia anual dels Vulcan Spock Days.

### Treball de veu
L'estiu del 2018, Grodénchik va repetir els papers de Rom i Sovak a Star Trek Online expansió  deDeep Space Nine Victory Is Life.

## Vida personal i familiar
Grodénchik viu amb la seva dona i la seva filla a Àustria, al petit llogaret de Nußbach al comtat de Kirchdorf an der Krems.
El germà de Grodénchik, Barry Grodenchik és un exdiputat de l'Assemblea de l'Estat de Nova York i vicepresident del districte de Queens.

## Episodis aStar Trek: Deep Space Nine
| - "Emissary" - "A Man Alone" - "The Nagus" - "Vortex" - "The Homecoming" - "Rules of Acquisition" - "Necessary Evil" - "The House of Quark" - "Heart of Stone" - "Prophet Motive" - "Through the Looking Glass" - "Little Green Men" - "Our Man Bashir" - "Bar Association" - "Body Parts" - "The Assignment" - "The Ascent" | - "Facets" - "Doctor Bashir, I Presume?" - "Ferengi Love Songs" - "Call to Arms" - "Behind the Lines" - "Favor the Bold" - "Sacrifice of Angels" - "You Are Cordially Invited..." - "The Magnificent Ferengi" - "Profit and Lace" - "Take Me Out to the Holosuite" - "Treachery, Faith, and the Great River" - "The Siege of AR-558" - "It's Only a Paper Moon" - "The Emperor's New Cloak" - "The Dogs of War" - "Family Business" |

## Filmografia
| Any       | Títol                                     | Paper                          | Notes                                                           |
| --------- | ----------------------------------------- | ------------------------------ | --------------------------------------------------------------- |
| 1981      | Chu Chu and the Philly Flash              | Frankie                        |                                                                 |
| 1982      | Out                                       | Arnold / Boy                   |                                                                 |
| 1989      | Night Court                               | Norman Snite                   | Episodi: "The Cop and The Lady" (Emissió: 18 d'octubre de 1989) |
| 1990-1992 | Star Trek: La nova generació              | Sovak                          | Episodi: "Les vacances del capità" (Emissió: 2 d'abril de 1990) |
| 1990-1992 | Star Trek: La nova generació              | Par Lenor                      | Episodi: "La parella perfecta" (Emissiço: 27 d'abril de 1992)   |
| 1991      | Barton Fink                               | El noi dels clatells           |                                                                 |
| 1991      | The Rocketeer                             | Wilmer, lladre ferit           |                                                                 |
| 1991      | The Gambler Returns: The Luck of the Draw | Bailiff                        | Telefilm                                                        |
| 1992      | Sister Act                                | Ernie                          |                                                                 |
| 1993      | Sol naixent                               | Amo del club                   |                                                                 |
| 1993      | Doorways                                  | Roth                           | Telefilm                                                        |
| 1993-1999 | Star Trek: Deep Space Nine                | Rom                            | 34 episodis                                                     |
| 1995      | Apol·lo 13                                | FIDO Gold                      |                                                                 |
| 1995      | Here Come the Munsters                    | Norman Hyde                    | Telefilm                                                        |
| 1995      | Rumpelstiltskin                           | Rumpelstiltskin                |                                                                 |
| 1998      | Star Trek: Insurrection                   | Alferes trill                  | Escenes eliminades                                              |
| 2000      | Les aventures de Rocky i Bullwinkle       | Cavall espia                   |                                                                 |
| 2003      | ER                                        | Venedor al carrer              | Episodi 9:18 Finders Keepers                                    |
| 2003      | Bruce Almighty                            | Operador de la sala de control |                                                                 |
| 2007      | King of California                        | Leonid                         |                                                                 |
| 2011      | CSI                                       | Usurer                         | Temporada 11, Episodi 21: Cello and Goodbye                     |
| 2018      | Glossary of Broken Dreams                 | Home biològic                  |                                                                 |
| 2019      | Strawberry Moments                        | Filmstar                       |                                                                 |
| 2020      | Unbelievable!!!!!                         | Paramedic Yacky                |                                                                 |
| 2021      | Masking Threshold                         | Funcionari 2                   |                                                                 |
| 2023      | Star Trek: Lower Decks                    | Rom (veu)                      | [ 11 ]                                                          |
| 2024      | Hacking at Leaves                         | Oncle Sam                      |                                                                 |